# قوصين
قوُصِين قرية فلسطينية تتبع محافظة نابلس شمال الضفة الغربية. بلغ عدد سكانها حسب الجهاز المركزي للإحصاء الفلسطيني حوالي 2,251 نسمة حسب التعداد العام للسكان الذي أجري عام 2017. وهي من القرى المحتلة عام النكسة.

## التسمية
يعتقد بأن كلمة (قوصين) محرفة من كلمة سريانية (قاسيا) بمعنى الحطب؛ لكثرة وجود الحطب في الغابات التي تكثر في هذه المنطقة. ذكرت في معجم البلدان باسم (كوسين) ونسب إليها (الفضل بن زيد الكوشيني).[بحاجة لمصدر]

## الجغرافيا
تقع قرية قوصين في الجزء الشمالي من الضفة الغربية، إلى الغرب من مدينة نابلس بمسافة لا تزيد عن 8 كم. تقع على طريق نابلس - قلقيلية.

### الحدود
يحيط بها من الشرق قرية بيت إيبا، ومن الشمال قرية دير شرف، ومن الغرب بلدة كفر قدوم، أما من الجنوب فيحدها قريتي صرة وجيت.

### المداخل

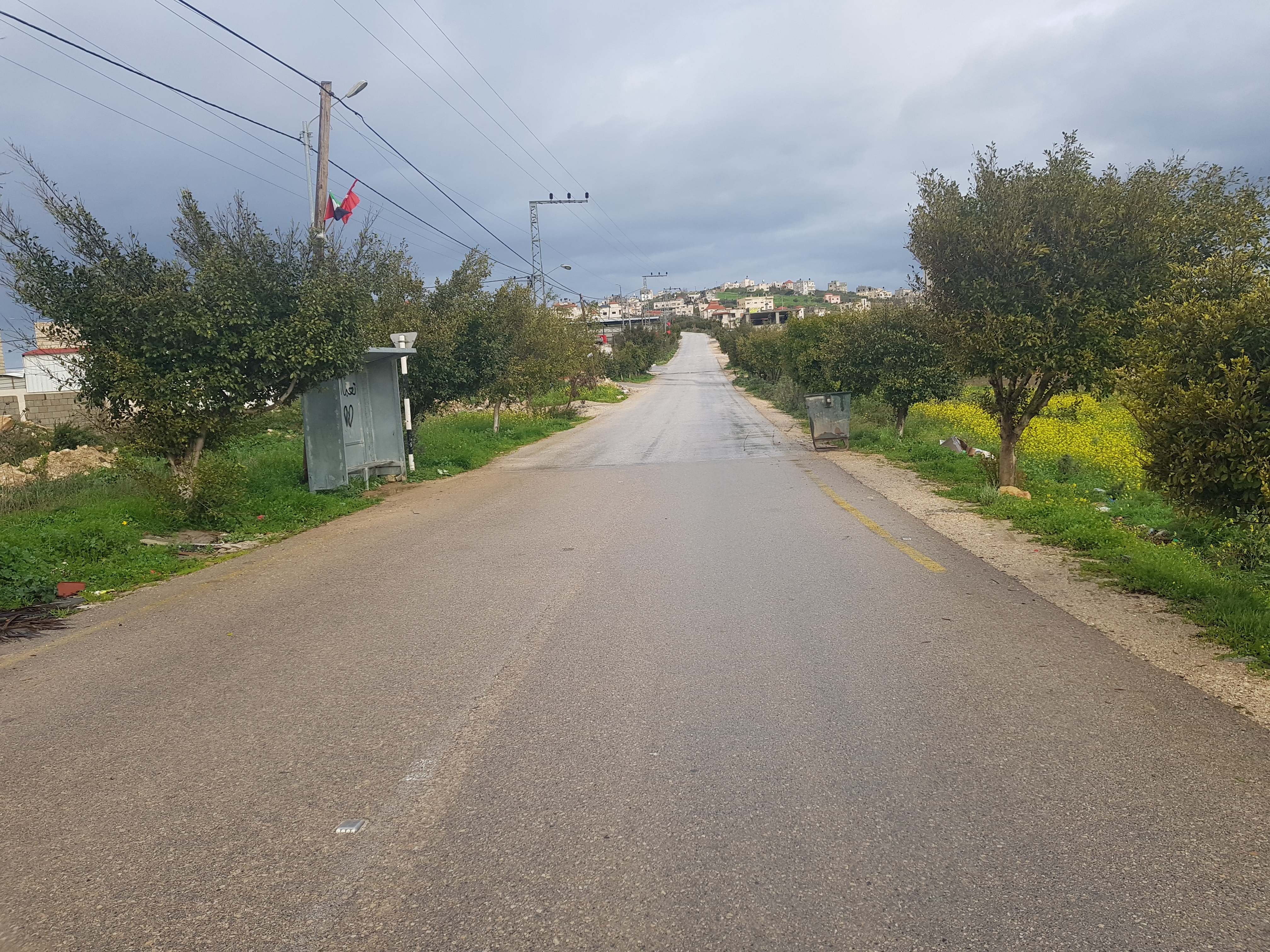
مدخل القرية الرئيسي 3-2019.

## التاريخ
عُثر على بقايا سيراميك من الفترة البيزنطية في القرية. وذكرها ياقوت الحموي أنها قرية في فلسطين.

### العهد العثماني
تبعت قوصين إلى الإمبراطورية العثمانية في عام 1517 مع كل فلسطين، وكانت تتبع ولاية شرق بيروت. في عام 1596 ظهر لأول مرة اسم القرية في سجلات الضرائب العثمانية، حيث دفعوا معدل ثابت للضريبة بنسبة 33,3٪ على المنتجات الزراعية المختلفة، مثل القمح، والشعير، والمحاصيل الصيفية، والزيتون، والماعز، وخلايا النحل. عام 1882، أجرى صندوق استكشاف فلسطين الغربية مسحاً للقرية ووصفها بأنها «قرية على جانب تلة، تتغذى بمياه الوادي الواقع شمالها والذي لديه تيار متدفق».

### الانتداب البريطاني
في عام 1917، سقطت قوصين بيد الجيش البريطاني، ودخلت القرية مع باقي فلسطين مظلة الانتداب البريطاني على فلسطين عام 1920.
أجرت سلطات الانتداب البريطاني تعدادا عاما للسكان عام 1922، وقد بلغ عدد السكان حوالي 147 نسمة. ثم تزايد العدد حتى وصل إلى 217 نسمة في تعداد عام 1931. أما في تعداد عام 1945، فبلغ عدد سكان قوصين حوالي 310 نسمة جميعهم مسلمون.

### الحكم الأردني
في أوائل خمسينيات القرن العشرين أتبعت قوصين للحكم الأردني بين حربي 1948 و1967، وكان عدد سكانها آنذاك حوالي 494 نسمة عام 1961، وكانت تتبع إدارياً إلى قضاء نابلس.

### النكسة
سقطت قوصين في يد الاحتلال بعد حرب النكسة.

### السلطة الفلسطينية
بعد تأسيس السلطة الفلسطينية، قسمت أراضي البلدة إلى قسمين: الأول شكل حوالي 51% وعرف باسم المنطقة «ب»، أما القسم الآخر فقد شكل النسبة المتبقية وعرف باسم المنطقة «ج». أتبعت البلدة إدارياً لمحافظة نابلس.

## السكان
دخلت فلسطين وفود كبيرة عبر العصور من تجار وغيرهم؛ وذلك لموقعها الهام كنقطة وصل بين القارات، ومركز للحضارات والأديان. يبلغ عدد سكان قوصين حاليا حوالي 2,405 نسمة جميعهم من المسلمين، وذلك حسب التعداد العام للسكان 2017 الذي أجراه الجهاز المركزي للإحصاء الفلسطيني.
| السنة      | (1922) | (1931) | (1945) | (1961) | (تعداد 1997) | (تعداد 2007) | (تقدير 2012) | (تعداد2017) |
| ---------- | ------ | ------ | ------ | ------ | ------------ | ------------ | ------------ | ----------- |
| عدد السكان | 285    | 289    | 440    | 660    | 1,296        | 1,691        | 1,897        | 2,251       |

### عائلات قوصين
ينتمي سكان القرية إلى عدة عائلات هي: يدك، عبد ربه، سلمان.

## مؤسسات قوصين

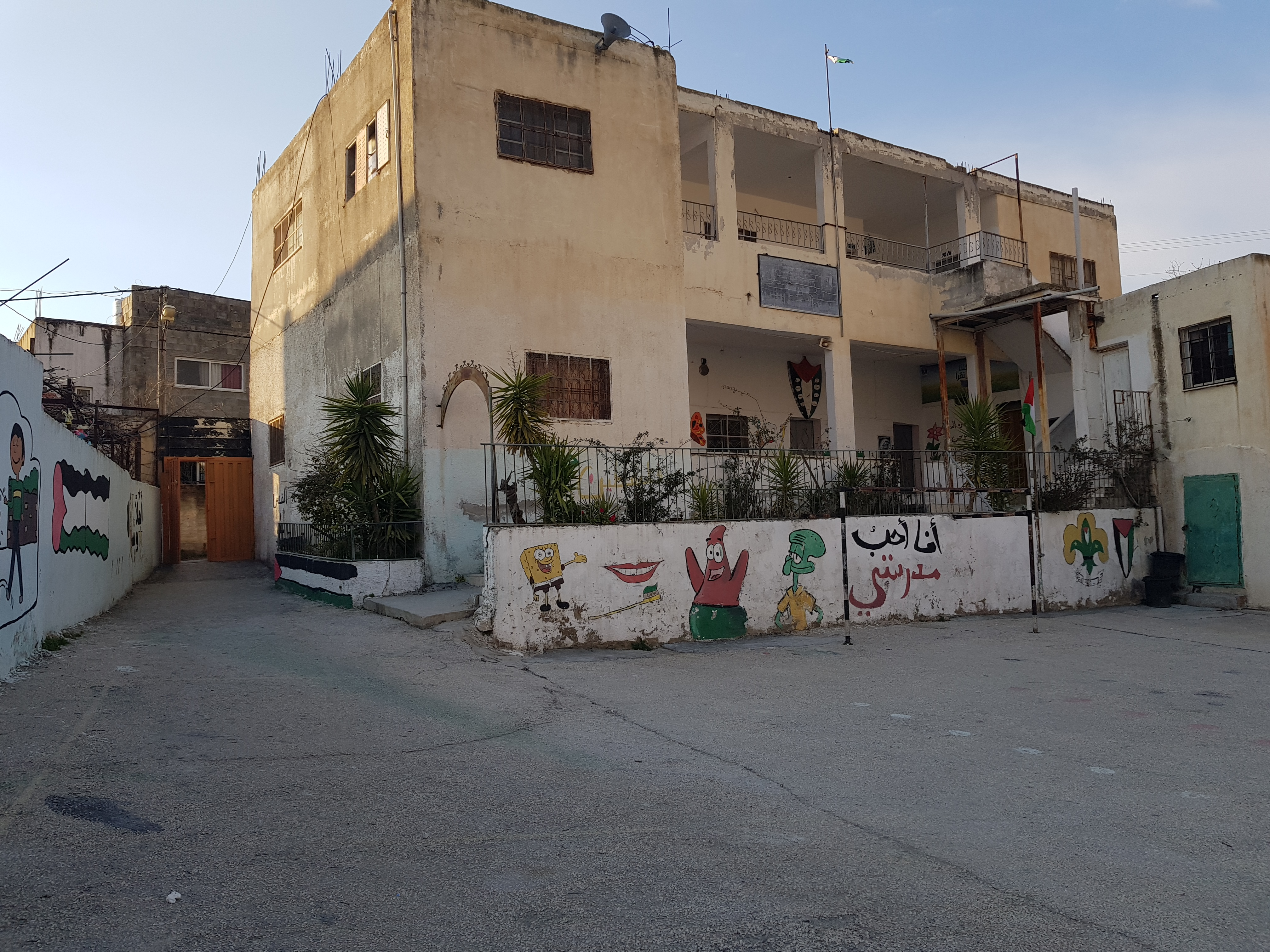
مدرسة قوصين الأساسية

يدير القرية مجلس قروي يأتي أعضائه بالانتخاب كل أربع سنوات. وفيها ثلاث مدارس حكومية، وعيادة صحية حكومية، وعدة مساجد، وجمعيات نسائية وخيرية، ومراكز ثقافية وناد رياضي.

## السياحة والآثار
تحتوي قرية قوصين على العديد من المواقع الأثرية التي تعكس تنوعا حضاريا يعود لحقب زمنية مختلفة، فهي تدل على قدم البلدة وعرقتها.

### المقامات الدينية

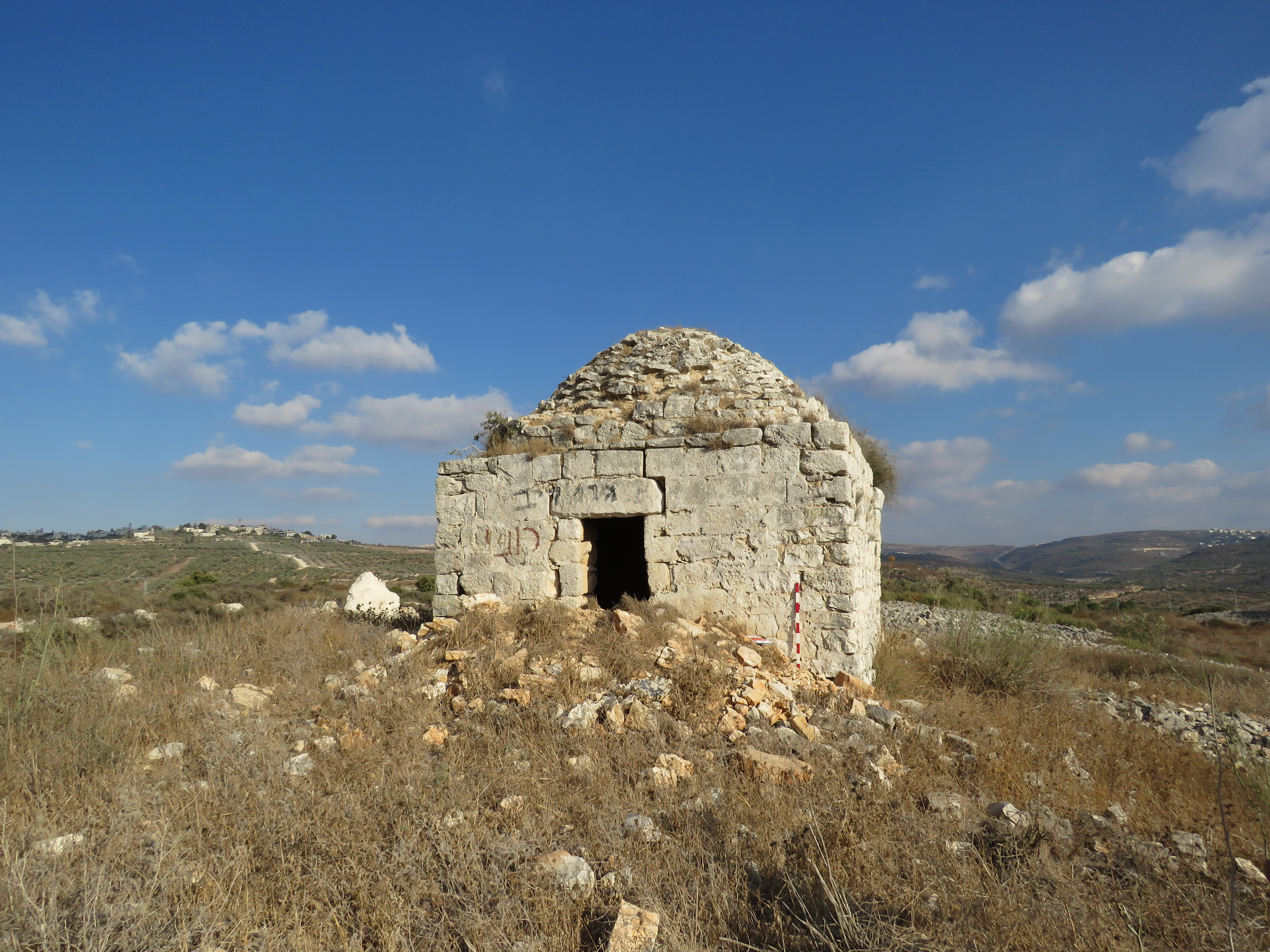
مبنى مقام الإمام علي

مقام الإمام علي.

## الاقتصاد

### التجارة والصناعة
أدى موقع القرية الاستراتيجي المُطل على مناطق نابلس، طولكرم، قلقيلية والساحل الفلسطيني؛ لانتعاش الحركة الاستثمارية في القرية، في عدة مجالات أهمها صناعة الألمنيوم، ومقصات الحجر الطبيعي والصناعي، إضافة إلى المناجر.

### الزراعة
تعد الزراعة القطاع الاقتصادي الرئيسي في البلدة، تنتج البلدة محاصيل الزيتون، والتين، واللوز، والعدس، والقمح وبعض الخضراوات. لكن التوسع العمراني للبلدة والتوسع في البنية التحتية وفتح الشوارع قلص المساحات المزروعة من الأراضي الزراعية. تراجعت في السنوات الأخيرة أعداد الثروة الحيوانية بسبب ارتفاع أسعار الأعلاف وقلة المساحات الحيوية.

## الاستيطان

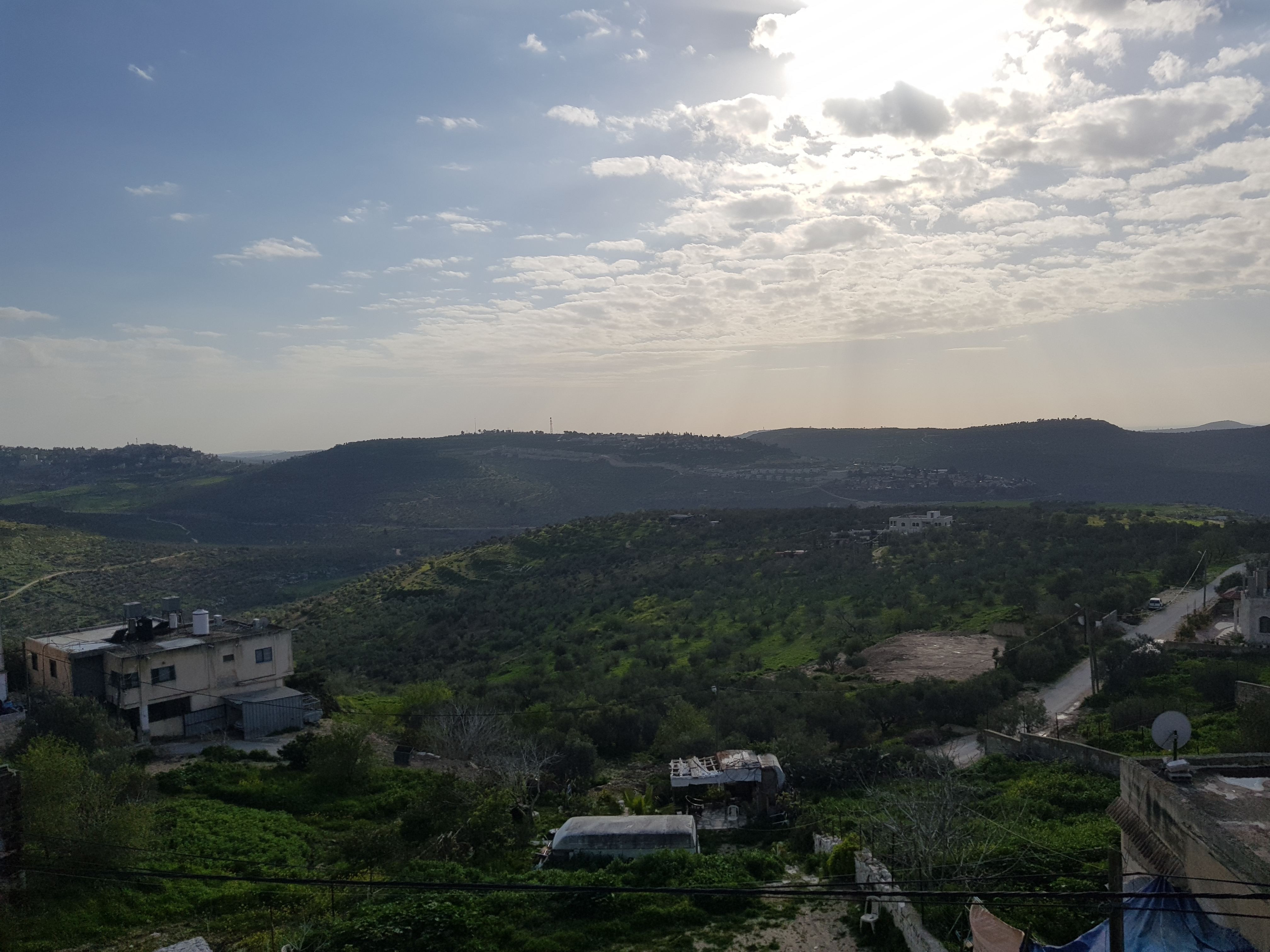
مستوطنة كدوميم من القرية.

تبلغ مساحة أراضي منطقة «ج» في القرية حوالي 49%، أقيم عليها عدة مستوطنات واقتطعت مساحات من الأراضي للتوسع المستقبلي لهذه المستوطنات، إضافة لشق الطرق الالتفافية.

## أحداث

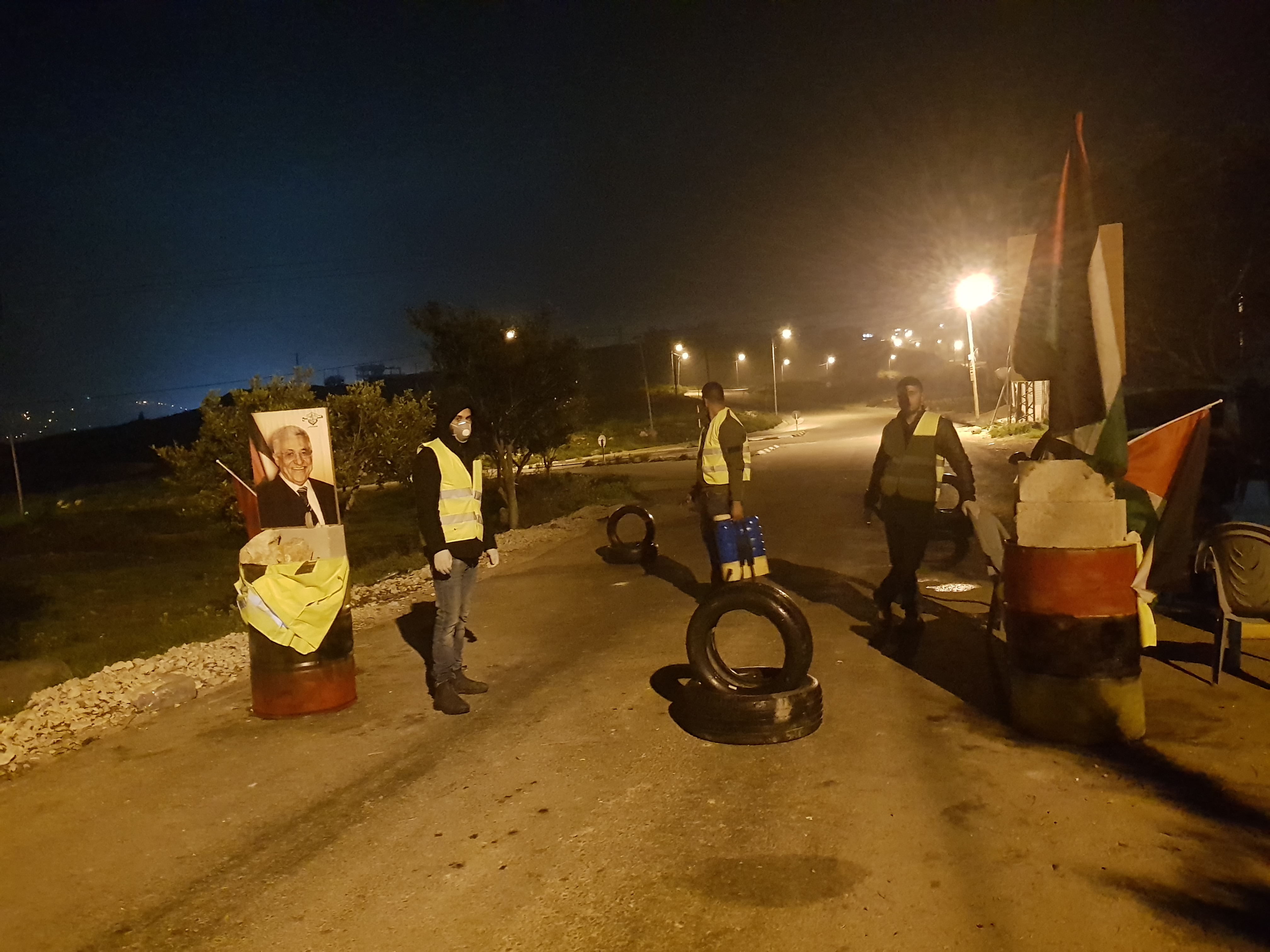
شبان من القرية، يشرفون على حاجز مدخل القرية الجنوبي

- صباح 19 مارس 2020، تواجدت قوى الأمن الفلسطيني عند مدخل القرية للتعامل مع أحد الحالات المشتبه في إصابتها بمرض فيروس كورونا 2019 والذي تأكدت إصابته لاحقًا. في 23 مارس 2020، شكل المجلس القروي بالتعاون مع القوى الوطنية بالقرية لجنة طوارئ محلية تشرف على مداخل القرية.[16][17]

## وصلات خارجية
- ملف قرية قوصين- معهد الأبحاث التطبيقية - القدس (أريج).
- صفحة قرية قوصين في موقع «فلسطين في الذاكرة».
- صورة جوية للقرية.